# Remember (부활의 음반)
《Remember》는 부활의 2집 앨범이다. 1987년 YBM 서울음반에서 출시했다. 상업적으로 성공했으나, 대마초 사건으로 활동은 실패했다. 김태원은 "많은 인기를 얻어 자만심 때문에 대마초에 더 빠져들었다"라 고백했다. 그리고 밴드도 해체해 이승철도 솔로로 활동하게 됐다.

## 수록곡
| #  | 제목                        | 작사·작곡 | 편곡   | 재생 시간 |
| -- | --------------------------- | --------- | ------ | --------- |
| 1. | 회상I                       | 김태원    | 김태원 | 4:27      |
| 2. | 회상II                      | 김태원    | 김태원 | 8:31      |
| 3. | 회상III                     | 김태원    | 김태원 | 5:47      |
| 4. | 2月 7日 (경음악)            |           | 김태원 | 1:08      |
| 5. | 이나라 주인되어 (건전 가요) |           |        | 1:40      |

| #  | 제목                  | 작사·작곡 | 편곡   | 재생 시간 |
| -- | --------------------- | --------- | ------ | --------- |
| 1. | 천국에서              | 김태원    | 김태원 | 10:52     |
| 2. | 슬픈사슴              | 김태원    | 김태원 | 4:21      |
| 3. | Jill's Theme (경음악) |           | 김태원 | 6:31      |

## 곡 설명
- 〈회상III〉는 나중에 독립한 이승철이 〈마지막 콘서트〉라는 제목으로 다시 불렀다. 녹음 시에 잡음이 나는 파핑 현상을 피하기 위해서 후렴 마지막 부분에 나오는 단어 "슬픈"에서 파열음 피읖을 영어의 F로 발음했다.[2]
- 〈Jill's Theme〉는 세르조 레오네감독의 영화 《Once Upon A Time in the West》에 삽입된 엔니오 모리코네의 곡을 록 스타일로 연주했다.
- '천국에서'중 김태원은 모차르트의 레퀴엠 가운데 한 부분인 'Lacrimosa' 멜로디를 부분적으로 사용하였다.

## 만든 사람
- 기획 : 백강기
- 녹음 : 송형헌
- 편곡 : 김태원
- 믹싱 : 김태원
- 보컬 : 이승철
- 리드기타·백보컬 : 김태원
- 베이스 기타 : 정준교
- 드럼 : 김성태
- 키보드 : 서영진